# ریاض‌الصالحین
ریاض‌الصالِحین (به روسی: Риядус-Салихийн، که به صورت ریاضوس-سالیکین هم نوشته می‌شود) نام یک گروه کوچک از مهاجمین انتحاری بود. رهبر اولیه آن شامل باسایف، فرمانده جدایی‌خواه چچنی بود. در فوریه و مارس ۲۰۰۳، این گروه توسط ایالات متحده آمریکا و سپس سازمان ملل متحد به عنوان یک گروه تروریستی شناخته شد. پس از چند سال بی‌تحرکی، ریاض‌الصالِحین تحت فرماندهی سعید بریاتسکی در سال ۲۰۰۹ توسط امارت قفقاز مجدداً فعال شد. پس از مرگ وی، اصلان بیتوکایف به عنوان رهبر جدید گروه منصوب شد.

## تاریخ
این گروه خودمختار کوچک (احتمالاً تنها ۲۰ تا ۵۰ عضو داشته است) اولین‌بار توسط شامل باسایف تحت نام یگان شناسایی و خرابکاری ریاض‌الصالِحین شهیدان چچنی (که بعدها با نام یگان اسلامی شهیدان نیز شناخته می‌شد) در اکتبر ۱۹۹۹ به عنوان یگان ویژه برای انجام اعمال خرابکاری به تلافی حمله موشکی گروزنی تأسیس و رهبری شد. باسایف مسئولیت مجموعه‌ای از حملات انتحاری در چچن و روسیه را بر عهده گرفت، از جمله بمب‌گذاری کامیونی که مقر دولت جمهوری چچن در گروزنی را در سال ۲۰۰۲ نابود کرد و بیش از ۸۰ نفر را کشت، بمب‌گذاری کامیونی در مقر سرویس امنیت فدرال روسیه در گروزنی که بیش از ۵۰ نفر را در سال ۲۰۰۳ کشت، بمب‌گذاری کامیونی در یک بیمارستان نظامی روسی در موزدوک، اوستیای شمالی که دست‌کم ۵۰ نفر را در همان سال کشت، و مجموعه‌ای از بمب‌گذاری‌های انتحاری «عملیات بومرنگ» (که بسیاری از آنها توسط زنان انجام شد) که بیش از ۲۰۰ غیرنظامی را در مسکو و دیگر مناطق روسیه کشته‌اند، از جمله ۹۰ نفر کشته در بمب‌گذاری‌های هم‌زمان هواپیماها در دو منطقه روسیه در ۲۰۰۴. ریاض‌الصالِحین همچنین مسئولیت مشارکت در بحران‌های گروگان‌گیری در تئاتر مسکو در ۲۰۰۲ و بسلان در ۲۰۰۴ را بر عهده گرفت که مجموعاً منجر به بیش از ۵۰۰ کشته از میان گروگان‌ها شد. در ۲۰۰۵ این گروه گزارش شده بود که تحت فشار رئیس‌جمهور جدایی‌خواه چچنی شیخ عبدالهاشم توسط باسایف منحل شده است، به عنوان شرطی برای ورود باسایف به رهبری رسمی دولت جدایی‌خواه. به هر حال این گروه برای بیش از چهار سال پس از سپتامبر ۲۰۰۴ هیچ‌گونه فعالیتی نشان نداد.
اوایل ۲۰۰۹، رهبر مجاهیدین پان‌قفقاز دوکو عمروف اعلام کرد که گروه تحت نام یگان ریاض‌الصالِحین شهیدان (بدون بخش چچنی در نام، اگرچه این گروه به‌طور معمول با همین نام در رسانه‌ها شناخته می‌شود) دوباره فعال شده است و گفت که او ۲۰ نفر کاملاً آماده برای عملیات‌های شهیدانه دارد. از آن زمان این گروه که اکنون تنوع قومی بیشتری دارد مسئولیت مجموعه‌ای از حملات انتحاری و دیگر حملات در جمهوری‌های روسی قفقاز شمالی و دیگر مناطق را بر عهده گرفت. از جمله عملیات‌های این گروه می‌توان به بمب‌گذاری اتومبیلی در نزران، اینگوش در سال ۲۰۰۹ اشاره کرد که دست‌کم ۲۵ نفر در مقر پلیس کشته شدند. این گروه در سال ۲۰۱۰ در حمله‌ای با یک بمب‌گذاری اتومبیلی برای ترور رئیس‌جمهور اینگوش اقدام کردند. این عملیات‌ها منجر به کشته شدن شمار زیادی از پلیس‌ها در چچن و اینگوش و داغستان شدند. این گروه مسئولیت حادثه سد نیروگاه هیدرو الکترومحسوب‌سایا-شوشنسکایا ۲۰۰۹ را بر عهده گرفت. برخی گروه‌ها این گروه را مسئول بمب‌گذاری‌های متروی مسکو ۲۰۱۰ دانسته‌اند و همچنین گفته شده که احتمالاً پشت بمب‌گذاری فرودگاه بین‌المللی دمودوو ۲۰۱۱ نیز بوده‌اند. آخرین عملیاتی که توسط این گروه بر عهده گرفته شد، ترور جنایتکار جنگی روسی یوری بودانوف در مسکو در تاریخ ۱۰ ژوئن ۲۰۱۱ بود. با این حال، این ادعا روز بعد توسط وب‌سایت شورشی رد شد که باعث سردرگمی در مورد ادعای اصلی شد.